# César Eduardo González
César Eduardo González Amais (Maturín, 1º ottobre 1982) è un calciatore venezuelano, centrocampista del Dénia.

## Carriera

### Club
Il 12 agosto 2011 viene acquistato dal River Plate.

### Nazionale
Durante la Copa América 2011 ha segnato la rete decisiva contro l'Ecuador al 61º minuto di gioco venendo poi sostituito da Jesús Meza al 64º minuto. Ha giocato anche da titolare nella prima partita del girone contro il Brasile, finita 0-0, venendo rimpiazzato da Giácomo Di Giorgi all'86º minuto.

## Palmarès

### Club
- Campionato venezuelano: 2

Caracas: 2005-2006, 2006-2007, 2014-2015
- Campionato argentino di seconda divisione: 1

River Plate: 2011-2012